# Ranunculus flavidus
Ranunculus flavidus är en ranunkelväxtart som först beskrevs av Hand.-mazz., och fick sitt nu gällande namn av Ralph Randles Stewart. Ranunculus flavidus ingår i släktet ranunkler, och familjen ranunkelväxter. Inga underarter finns listade i Catalogue of Life.